# Oblivion (Komposition)
Oblivion (englisch für ‚Vergessenheit‘) ist eine Komposition von Astor Piazzolla aus dem Jahr 1982, die 1984 für den Film Heinrich IV. des italienischen Regisseurs Marco Bellocchio verwendet wurde.

## Beschreibung
Oblivion ist im Film eine lyrische Komposition von ca. vier Minuten Länge mit einer Bandoneon-Melodie in c-Moll und Orchester. Ursprünglich wurde das Stück im 4/4-Takt für Bandoneon, Klavier und Bass geschrieben. Es ist ein langsamer Tango, dessen Melodie sich aus einer langsamen Milonga entwickelt, der sich zum klassischen Konzertstück wandelte. Es gibt Bearbeitungen und Aufnahmen für Orchester oder Klavier und Geige, Oboe und weitere Soloinstrumente.

## Rezeption
Der Musikjournalist Roland Spiegel meint im BR, dass Oblivion zu den bekanntesten Kompositionen von Piazzolla zählt und ein melodisches Meisterwerk voller geschickter Sequenzbildungen sei. Juan Martin Koch merkt in der Neuen Musikzeitung an, dass Oblivion ein zum Klassiker avancierter Geniestreich des Komponisten sei, der melancholisch (im Dur-Teil) nur haarscharf am Kitsch vorbeischramme.

## Veröffentlichungen (Auswahl)

### Partitur
- Solo for Violin, Flute or Oboe with String Orchestra, Hal Leonard
- Oboe, Streichorchester, Tonos-Musikverlag, International Standard Music Number 9790201500614

### Diskografie
- 1984, Astor Piazzolla: Oblivion auf Oblivion, Emi[7]
- 2019, Pacho Flores/Christian Lindberg Oblivion auf Fractales, Deutsche Grammophon